# Ryo Miyaichi
Ryo Miyaichi (Okasaki, Aichi, Japón, 14 de diciembre de 1992) es un futbolista japonés que juega en la posición de delantero en el Yokohama F. Marinos de la J1 League.
Integró los planteles de las diversas categorías de sub-17 y sub-20 de la selección de Japón.

## Clubes y estadísticas
Actualizado al final de la temporada 2024.
| Feyenoord · Países Bajos | 2010-11       | 1.ª           | 12  | 3  | 0  | 0 | —  | — | 12  | 3  |
| Feyenoord · Países Bajos | Total club    | Total club    | 12  | 3  | 0  | 0 | —  | — | 12  | 3  |
| Arsenal F. C. Inglaterra | 2011-12       | 1.ª           | 0   | 0  | 2  | 0 | —  | — | 2   | 0  |
| Bolton Wanderers F. C. Inglaterra | 2011-12       | 1.ª           | 12  | 0  | 2  | 1 | —  | — | 14  | 1  |
| Bolton Wanderers F. C. Inglaterra | Total club    | Total club    | 12  | 0  | 2  | 1 | —  | — | 14  | 1  |
| Wigan Athletic F. C. Inglaterra | 2012-13       | 1.ª           | 4   | 0  | 3  | 0 | —  | — | 7   | 0  |
| Wigan Athletic F. C. Inglaterra | Total club    | Total club    | 4   | 0  | 3  | 0 | —  | — | 7   | 0  |
| Arsenal F. C. Inglaterra | 2013-14       | 1.ª           | 1   | 0  | 2  | 0 | 2  | 0 | 5   | 0  |
| Arsenal F. C. Inglaterra | Total club    | Total club    | 1   | 0  | 4  | 0 | 2  | 0 | 7   | 0  |
| F. C. Twente · Países Bajos | 2014-15       | 1.ª           | 10  | 0  | 1  | 0 | —  | — | 11  | 0  |
| F. C. Twente · Países Bajos | Total club    | Total club    | 10  | 0  | 1  | 0 | —  | — | 11  | 0  |
| Jong Twente · Países Bajos | 2014-15       | 2.ª           | 14  | 3  | —  | — | —  | — | 14  | 3  |
| Jong Twente · Países Bajos | Total club    | Total club    | 14  | 3  | —  | — | —  | — | 14  | 3  |
| F. C. St. Pauli · Alemania | 2015-16       | 2.ª           | 5   | 2  | 0  | 0 | —  | — | 5   | 2  |
| F. C. St. Pauli · Alemania | 2016-17       | 2.ª           | 17  | 0  | 2  | 0 | —  | — | 19  | 0  |
| F. C. St. Pauli · Alemania | 2017-18       | 2.ª           | 0   | 0  | 0  | 0 | —  | — | 0   | 0  |
| F. C. St. Pauli · Alemania | 2018-19       | 2.ª           | 25  | 5  | 0  | 0 | —  | — | 25  | 5  |
| F. C. St. Pauli · Alemania | 2019-20       | 2.ª           | 29  | 1  | 1  | 0 | —  | — | 30  | 1  |
| F. C. St. Pauli · Alemania | 2020-21       | 2.ª           | 1   | 0  | 0  | 0 | —  | — | 1   | 0  |
| F. C. St. Pauli · Alemania | Total club    | Total club    | 77  | 8  | 3  | 0 | —  | — | 80  | 8  |
| Yokohama F. Marinos Japón | 2021          | 1.ª           | 2   | 0  | —  | — | —  | — | 2   | 0  |
| Yokohama F. Marinos Japón | 2022          | 1.ª           | 15  | 3  | 2  | 0 | 4  | 0 | 21  | 3  |
| Yokohama F. Marinos Japón | 2023          | 1.ª           | 18  | 2  | 8  | 2 | 3  | 1 | 29  | 5  |
| Yokohama F. Marinos Japón | 2024          | 1.ª           | 32  | 2  | 5  | 0 | 12 | 0 | 49  | 2  |
| Yokohama F. Marinos Japón | Total club    | Total club    | 67  | 7  | 15 | 2 | 19 | 1 | 101 | 10 |
| Total carrera | Total carrera | Total carrera | 197 | 21 | 28 | 3 | 21 | 1 | 246 | 25 |
| (1)Incluye datos de la Copa de la Liga de Inglaterra, FA Cup, Copa de los Países Bajos, Copa de Alemania, Copa del Emperador y Copa J. League. (2)Incluye datos de la Liga de Campeones de la UEFA. |               |               |     |    |    |   |    |   |     |    |

## Palmarés

### Títulos nacionales
| Título           | Club                 | País       | Año  |
| ---------------- | -------------------- | ---------- | ---- |
| FA Cup           | Wigan Athletic F. C. | Inglaterra | 2013 |
| FA Cup           | Arsenal F. C.        | Inglaterra | 2014 |
| Community Shield | Arsenal F. C.        | Inglaterra | 2014 |
| J1 League        | Yokohama F. Marinos  | Japón      | 2022 |

### Títulos internacionales
| Título                                | Club (*)           | País  | Año  |
| ------------------------------------- | ------------------ | ----- | ---- |
| Campeonato de Fútbol de Asia Oriental | Selección de Japón | Japón | 2022 |

(*) Incluyendo la selección.